# 福耀集团
福耀集团，全称福耀玻璃工業集團股份有限公司，又稱福耀玻璃工業集團股份、福耀玻璃工業集團，以及福耀玻璃（英語：Fuyao Glass Industry Group Co., Ltd.，上交所：600660、港交所：3606），在1987年，由福清縣高山異形玻璃廠、田納西州橡膠工程有限公司、 福清縣僑鄉建設投資有限公司、福清縣宏路地產建材廠、福建省外貿汽車維修廠、印尼華僑方明梧和福建省閩輝大廈有限公司，於福州（總部）成立前身「福建省耀華玻璃工業有限公司」。

## 历史
業務在全球經營銷售和生产汽车安全玻璃和工业技术玻璃，董事長為曹德旺。
股份則在1993年6月10日於上交所上市，而香港則在2015年3月31日於港交所主板上市。招股價為16.8港元，集資額為70.598億港元，全球發售為19.82億H股。
2014年，福耀玻璃收购位于美国俄亥俄州代顿市莫瑞恩地区的原通用汽车厂房，收购后改造为面积达18万平方米的玻璃设计和制造工厂，投資6億美元。2015年投入运营，2016年底全面完工投產，然而後續卻連續發生與當地工會和政府的衝突，顯示了中国资产阶级和美国无产阶级、资产阶级間的差異與價值觀摩擦，在紐約時報與央視都列名專題報導，首先是曹德旺開除了原收購廠區的正副主管，後又因工安衛生法規被地方政府罰款22萬美金，之後又發生工會組織因為車間勞動安全的抗爭並利用網路成為該州的熱點事件。曹德旺則表示該正副主管對於中國人入主有先天抵抗情緒所以做出解職，而對於工會抗議他只概括表明美國廠生產效率比中國廠低甚多，很多工人態度鬆散且紀律精神差。2017年6月，福耀玻璃董事长曹德旺称《纽约时报》针对福耀玻璃在美工厂遭工人抵制等问题的报道不实。講述該事件的紀錄片《美國工廠》於2019年上映。
2021年1月8日, 福耀玻璃公布，向合格投資者配售不超過1.01億股H股，佔董事局會議召開當天公司已發行H股總股數的20%。
美国东岸时间2024年7月26日上午10时左右，福耀美国接受美国政府机构的调查，该次调查针对的是一家第三方劳务服务公司。调查期间当日生产部分作业暂停。

## 外部連結
- 官方网站